# Saphir ulysse
Chrysuronia grayi
Espèce
Répartition géographique
Statut de conservation UICN

 LC  : Préoccupation mineure
Statut CITES
Le Saphir ulysse (Chrysuronia grayi) est une espèce de colibris de la sous-famille des Trochilinae.

## Distribution
Le saphir ulysse est présent en Colombie et en Équateur.